# Arrondissement de Freystadt-en-Basse-Silésie

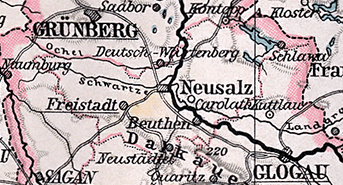
L'arrondissement de Freystadt-en-Basse-Silésie dans les limites de 1820 à 1932

L'arrondissement de Freystadt-en-Basse-Silésie est un arrondissement prussien de la province de Silésie, qui existe de 1742 à 1945, à l'exception d'une brève interruption dans les années 1930. Son ancien territoire se trouve maintenant dans la voïvodie de Lubusz.

## Histoire
Après la conquête de la majeure partie de la Silésie par la Prusse en 1741, les structures administratives prussiennes sont introduites en Basse-Silésie par l'ordre du cabinet royal du 25 novembre 1741. Celles-ci comprennent la création de deux chambres de guerre et de domaine (de) à Breslau et Glogau ainsi que leur division en arrondissements et la nomination d' administrateurs d'arrondissement le 1er janvier 1742.
Dans la principauté de Glogau, les arrondissements prussiens sont formés à partir des six anciens faubourgs silésiens existants de Freystadt-en-Silésie, Glogau, Grünberg, Guhrau, Schwiebus et Sprottau. Johann Friedrich von Haugwitz est nommé premier administrateur de l'arrondissement de Freystadt,. L'arrondissement est subordonné à la Chambre de la guerre et du domaine de Glogau, qui, dans le cadre des réformes Stein-Hardenberg, donne naissance en 1815 au district de Liegnitz dans la province de Silésie.
Lors de la réforme des administrateurs du 1er janvier 1820 dans le district de Liegnitz, l'arrondissement de Freystadt reçoit de l'arrondissement de Glogau la ville de Schlawa et les villages de Hebe, Beitsch, Deutsch Tarnau, Goihle, Groß Würbitz, Hammer, Josephshof, Kattersee, Klein Würbitz, Köllmchen, Krolckwitz, Laubegast, Liebenzig, Malschwitz et Mausewinkel, Neuckersdorf, Nieder Bäsau, Ober Bäsau, Pürschkau, Rädichen, Schlawa, Sperlingswinkel et Zöbelwitz. De son côté, l'arrondissement de Freystadt cède les villages d'Alt Gabel, Buckwitz, Kalten Briesnitz, Milckau, Neu Gabel et Suckau à l'arrondissement de Sprottau. Comme l'arrondissement est déjà administré depuis longtemps depuis Neusalz, il est rebaptisé en même temps arrondissement de Neusalz. Dès le 25 mai 1820, l'arrondissement de Neusalz est rebaptisé arrondissement de Freystadt ; en même temps, le siège est transféré à Freystadt.
Le 8 novembre 1919, la province de Silésie est dissoute. La nouvelle province de Basse-Silésie est formée à partir des districts de Breslau et Liegnitz. Le 30 septembre 1929, une réforme territoriale a lieu dans l'arrondissement de Freystadt, comme dans le reste de l'État libre de Prusse, au cours de laquelle tous les districts de domaine sont dissous et attribués à des communes rurales voisines.
Pour le 1er octobre 1932, l'arrondissement de Freystadt est dissous. Les villes de Beuthen-sur-l'Oder et Schlawa, les communes d'Aufzug, Beitsch, Bielawe, Bösau, Carolath, Deutsch Tarnau, Goile, Grochwitz, Groß Würbitz, Hammer, Hohenborau, Klein Würbitz, Krempine, Krolkwitz, Laubegast, Malschwitz, Nenkersdorf, Pfaffendorf, Pürschkau, Rädchen, Reinberg, Rosenthal, Sperlingswinkel, Tarnau, Thiergarten et Zöbelwitz ainsi que le district forestier de Carolather Heide sont transférés dans l'arrondissement de Glogau. Toutes les autres communes sont transférées dans l'arrondissement de Grünberg-en-Silésie. Dès le 1er octobre 1933, un nouveau arrondissement de Freystadt est séparé de l'arrondissement de Grünberg. Il comprend désormais la partie de l'ancien arrondissement de Freystadt qui est tombée dans l'arrondissement de Grünberg en 1932 et la partie de l'arrondissement de Sagan qui est tombée dans l'arrondissement de Grünberg lors de sa dissolution en 1932. Cette zone comprend la ville de Naumburg am Bober et les communes d'Alt Kleppen, Groß Dobritsch, Groß Reichenau, Klein Dobritsch, Kosel, Kottwitz, Kunzendorf, Neu Kleppen, Neuwaldau, Paganz, Peterswaldau, Popowitz, Poydritz, Reichenbach, Schöneich, Theuern, Tschirkau et Zedelsdorf.
Le 1er avril 1938, les provinces de Basse-Silésie et de Haute-Silésie sont fusionnées dans la province de Silésie. Le 18 janvier 1941, la province de Silésie est dissoute. La nouvelle province de Basse-Silésie est formée à partir des districts de Breslau et Liegnitz.
Au printemps 1945, l'Armée rouge conquiert l'arrondissement et en mars-avril 1945 le place sous l'administration de la République populaire de Pologne. Celle-ci chasse ensuite la population de l'arrondissement et le peuple de Polonais.

## Évolution de la démographie
| Année | Habitants | Source |
| ----- | --------- | ------ |
| 1795  | 34 149    | [ 8 ]  |
| 1819  | 34 319    | [ 9 ]  |
| 1846  | 50 341    | [ 10 ] |
| 1871  | 50 907    | [ 11 ] |
| 1885  | 51 703    | [ 12 ] |
| 1900  | 54 320    | [ 13 ] |
| 1910  | 55 707    | [ 13 ] |
| 1925  | 59 335    | [ 14 ] |
| 1939  | 53 037    | [ 14 ] |

## Administrateurs de l'arrondissement
- 1742–176300Johann Friedrich von Haugwitz (de)
- 1765–179300Melchior Abraham von Dyhrn (de)[4]
- 1793–181300Carl Gottlob Moritz Gottfried von Pfoertner (de)[4]
- 1814–182800von Deter (auf Kontop)
- 1828–184100von Dyherrn-Czettritz und Neuhauß
- 1841–184900von Unruh
- 1849–185000Sachse
- 1850–185100Timon von La Vière
- 1851–186300Hans zur Megede (de)
- 1863–187600Benno von Niebelschütz (de)
- 1876–189600Julius Theodor Eduard von Neumann
- 1896–189800Franz von Eichmann (de)
- 1898–191000Bruno Alsen
- 1910–191800von Kottwitz (de)
- 1918–192000Lebrecht zu Rantzau (de)
- 19200000000Johannes Bartman
- 19200000000Gerhard Müller (de)
- 1921–192600Ilgner
- 1926–192800Erich Neumann
- 1928–193200Albrecht von Treskow
- 1933–194500Erich Suesmann

## Constitution communale
Depuis le XIXe siècle, l'arrondissement de Freystadt est divisé en villes, en communes rurales et en districts de domaine. Avec l'introduction de la loi constitutionnelle prussienne sur les communes du 15 décembre 1933 ainsi que le code communal allemand du 30 janvier 1935, le principe du leader est appliqué au niveau municipal. Une nouvelle constitution d'arrondissement n'est plus créée; Les règlements de l'arrondissement pour les provinces de Prusse-Orientale et Occidentale, de Brandebourg, de Poméranie, de Silésie et de Saxe du 19 mars 1881 restent applicables.

## Communes
L'arrondissement de Freystadt comprend avec sa dissolution quatre villes et 74 communes rurales :
- Aufhalt
- Bergenwald
- Bielitz
- Brunzelwaldau
- Buchwald
- Bullendorf
- Döringau
- Droseheydau
- Eichau
- Erkelsdorf
- Freystadt-en-Basse-Silésie, ville
- Fürstenau
- Groß Reichenau
- Großboberan
- Großenborau
- Gutental (Schlesien)
- Hänchen
- Hartmannsdorf
- Heinzendorf
- Herwigsdorf
- Heydau
- Kattersee
- Kleinboberan
- Kleinwiesdorf
- Kleppen
- Költsch
- Kosel
- Kottwitz
- Kunzendorf
- Langhermsdorf
- Lessendorf
- Liebenzig
- Liebschütz
- Lindau
- Lippen
- Louisdorf
- Mittel Herzogswaldau
- Modritz
- Naumburg am Bober, ville
- Nettschütz
- Neudorf
- Neusalz, ville
- Neustädtel, ville
- Neuwaldau
- Nieder Herzogswaldau
- Nieder Siegersdorf
- Ober Herzogswaldau
- Ober Siegersdorf
- Peterswaldau
- Poppschütz
- Poydritz
- Pürben
- Rauden
- Rehlau
- Rehwald
- Reichenau
- Reichenbach
- Reinshain
- Rohrwiese
- Scheibau
- Schliefen
- Schöneich
- Seiffersdorf
- Steinborn
- Streidelsdorf
- Teichhof
- Theuern
- Trockenau (de)
- Waldruh
- Wallwitz
- Weichau
- Windischborau
- Zäcklau
- Zedelsdorf
- Zissendorf
- Zollbrücken
- Zölling
- Zyrus

Le district forestier inhabité de Tschiefer appartient également à l'arrondissement
Anciennes communes
- Alt Bielawe, intégrée le 30 septembre 1928 à Bielawe
- Alt Kleppen, intégrée le 1er avril 1939 à Kleppen
- Kölmchen, intégrée le 30 septembre 1928 à Liebenzig
- Kuhnau, intégrée le 1er avril 1938 à Scheibau
- Kusser, intégrée le 1er janvier 1929 à Neusalz
- Mittel Herwigsdorf, intégrée le 6 janvier 1908 à Herwigsdorf
- Neu Bielawe, intégrée le 30 septembre 1928 à Bielawe
- Neu Kleppen, intégrée le 1er avril 1939 à Kleppen
- Nieder-Herwigsdorf, intégrée le 6 janvier 1908 à Herwigsdorf
- Schlawa, intégrée le 21 février 1919 à la ville de Schlawa

## Changements de noms de lieux
En 1936, plusieurs communes de l'arrondissement de Freystadt sont renommées :
- Alt Tschau (de)  →  Trockenau
- Groß Dobritsch → Großboberau
- Klein Dobritsch → Kleinboberau
- Neu Tschau → Schliefen
- Niebusch → Bergenwald
- Paganz → Kleinwiesdorf
- Popowitz → Gutental (Schlesien)
- Tschiefer → Zollbrücken
- Tschirkau → Rehwald
- Tschöplau → Waldruh

## Personnalités liées à l'arrondissement
- Robert Louis August Maximilian Gürke (1854-1911), botaniste né à Beuthen-sur-l'Oder.
- Otto Jaekel (1863-1929), géologue né à Neusalz.